# Войцеховский, Леон
Леон Войцеховский (пол. Léon Wójcikowski, встречаются другие написания фамилии на русском языке: Войциховский, Войциковский, Вуйциховский; 20 февраля 1899, Варшава, Царство Польское, Российская империя — 23 февраля 1975, там же, Польша) — польский артист балета, затем балетмейстер и педагог. Известность принесло участие в Русских балетах Дягилева. Позднее работал с различными балетными труппами по всему миру.

## Биография

### Балетная карьера
Леон Войцеховский родился в Варшаве, учился танцу в театре Вельки, в том числе у Энрико Чеккетти. Известен как хара́ктерный танцор.
В 1915 году вступил в труппу Русский балет Дягилева, когда в ней ведущим хореографом был Леонид Мясин. Выступал в балетах Мясина «Менины» (1916), «Парад», «Русские сказки», «Женщины в хорошем настроении» (1917); «Женские причуды» (1920). В 1919 году в «Волшебной лавке» танцевал тарантеллу с Лидией Соколовой, а в «Треуголке» играл Мельника (с Соколовой в роли жены Мельника) и Коррехидора. Позднее выступал в балетах нового хореографа труппы Брониславы Нижинской: «Свадебка» (1923), «Голубой экспресс» (1924), «Матросы» (1925). Оставался в труппе до смерти Дягилева и закрытия компании в 1929 году. В том же году танцовщику удалось присоединиться к часто гастролировавшей балетной труппе Анны Павловой, которая распалась со смертью балерины в 1931 году.
Затем Войцеховский подписал контракт с новой компанией Русский балет Монте-Карло, созданной Рене Блюмом и полковником де Базилем для продолжения проекта, начатого покойным Дягилевым. Участвовал в премьерах балетов Леонида Мясина «Детские игры» (1932)  и «Предзнаменования» (Судьба, 1933), где его партнёршей была Ирина Баронова, В результате конфликта с Мясиным из-за распределения ролей покинул компанию в 1934 году. В начале 30-х годов вместе с другими танцорами Русских балетов работал с труппой Вик-Уэллс Нинет де Валуа в Лондоне. Впоследствии эта труппа стала основой при создании Королевского балета.
В 1934 году основал собственную компанию Балеты Леона Войцеховского, в которую вошли Блинова, Фроман, Эглевский, Юшкевич и Соколова. Для собственной компании поставил два балета: «Порт-Саид» (музыка Константинова) и «Любовь-волшебница» (музыка де Фалья). В 1935 и 1936 годах труппа выступала в Лондоне и Париже.
В 1936 году вместе с труппой полковника де Базиля Войцеховский участвовал в успешных гастролях в Австралии и Новой Зеландии. В 1938 году сменил Брониславу Нижинскую на посту директора недавно сформированного государственного балета Полонез в Варшаве. Способствовал поездке труппы на Всемирную выставку 1939 года в Нью-Йорке. С началом Второй мировой войны ему пришлось бежать во Францию, где присоединился к труппе Оригинальный русский балет полковника де Базиля. Большую часть военных лет провёл в турне по Америке. В 1945 году вернулся в опустошенную Варшаву, где начал преподавать танец в Оперной школе Театра Вельки.
Позднее работал балетмейстером в Лондонском балете, ставил балеты репертуара Русского балета Дягилева для Кёльнского балета и Королевского фламандского балета. До середины 1960-х годов преподавал в Кёльнском институте театрального танца и до 1974 года в Боннском университете. Затем вернулся в Варшаву, преподавал в варшавском Театре оперетты (1972—1973).

### Семья
Первой женой танцовщика стала его коллега по труппе Елена Антонова (1898—1974), бывшая танцовщица Московской императорской труппы, пришедшая к Дягилеву в том же году что и Леон. В 1919 году у них родилась дочь Соня, тоже ставшая балериной. Через недолгое время супруги развелись, и Леон женился на другой балерине труппы, Лидии Соколовой. Следующей женой Войцеховского стала еще одна балерина, Нина Раевская.